# Mândra (okręg Sybin)
Mândraⓘ – wieś w Rumunii, w okręgu Sybin, w gminie Loamneș. W 2011 roku liczyła 372 mieszkańców.